# Міжзоряний політ

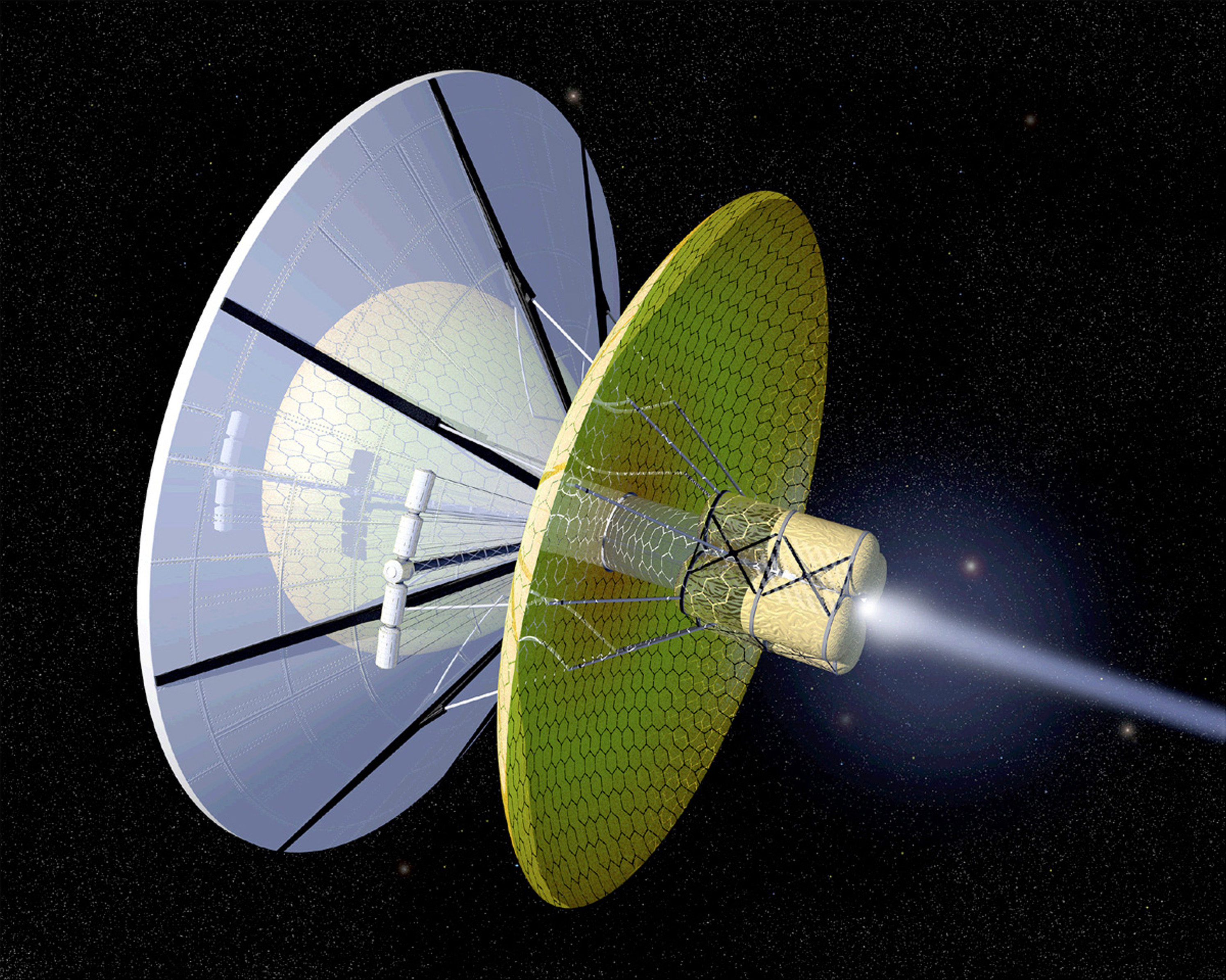
Міжзоряний політ. Міжзоряний прямотічний двигун Бассарда.

Міжзоряний політ — подорож між зорями за допомогою міжзоряних космічних зондів або пілотованих космічних апаратів. Найчастіше під міжзоряним польотом розуміють пілотований політ, іноді з можливою колонізацією позасонячних планет.
Польоти на зорельотах займають значне місце в науковій фантастиці.

## Загальні відомості
Відстань до найближчої зірки (Проксими Центавра) становить близько 4,243 світлового року, тобто приблизно у 268 тисяч разів більше відстані від Землі до Сонця.
Чотири автоматичні космічні зонди — «Піонер-10», «Піонер-11», «Вояджер-1», «Вояджер-2» — досягли третьої космічної швидкості і покинули Сонячну систему; тепер з їх допомогою вивчають міжзоряний простір.
Апаратів, прямим призначенням яких був би політ до найближчих зір, на початок XXI століття не існує, проте у 2011 році Агентство передових оборонних дослідницьких проєктів США (DARPA) спільно з НАСА оголосили про початок проєкту «Через 100 років до зір», метою якого є здійснення пілотованого польоту до інших зоряних систем. За словами Поля Єременко, координатора проєкту в DARPA, метою даного проєкту є не спорудження космічного апарата, а стимулювання декількох поколінь вчених на дослідження в різних дисциплінах і створення проривних технологій. За словами директора Дослідницького центру Еймса (НАСА) Симона П. Вордена, проєкт двигуна для польотів у дальній космос може бути розроблено протягом 15–20 років.